# Cavallera (Onda)
Cavallera va ser una aldea del terme d'Onda, en l'actualitat desapareguda. Tot i no saber la seua ubicació exacta, sembla que estava situada a prop de Tales i d'Artesa, ja que la documentació medieval sol citar-les juntes totes tres. Hui dia existeix una partida al terme de Tales anomenada Cavallera, la qual es podria correspondre amb la ubicació d'aquest llogaret despoblat.